# أندري هريفكو
أندري هريفكو (بالأوكرانية: Грівко Андрій Аскольдович) مواليد 7 أغسطس 1983 في ثويا، هو دراج أوكراني في صنف سباق الدراجات على الطريق. شارك في دورة الألعاب الأولمبية الصيفية.

## سباقات أو مراحل فاز بها
| التاريخ        | السباق                                                 | المركز                      |
| -------------- | ------------------------------------------------------ | --------------------------- |
| 01 يناير 2006  | طواف لايغويليا 2006                                    |                             |
| 12 مارس 2006   | باريس-نايس 2006                                        | الثامن في تصنيف أفضل شاب    |
| 01 أبريل 2006  | جائزة ميغيل إندوراين 2006                              | الثالث في التصنيف العام     |
| 08 أبريل 2006  | طواف إقليم الباسك 2006                                 | المرتبة 16 في التصنيف العام |
| 23 أبريل 2006  | لييج-باستون-لييج 2006                                  | المرتبة 17 في التصنيف العام |
| 16 مايو 2006   | فولتا كاتالونيا 2006، المرحلة 2                        | السابع في التصنيف العام     |
| 17 مايو 2006   | فولتا كاتالونيا 2006، المرحلة 3                        | الثامن في التصنيف العام     |
| 29 يوليو 2007  | سباق طواف فرنسا 2007                                   | العاشر في تصنيف أفضل شاب    |
| 02 فبراير 2008 | إنتاكا تك وورلد فيو تشالنج 2008                        |                             |
| 03 فبراير 2008 | إنتاكا تك وورلد فيو تشالنج                             |                             |
| 25 أكتوبر 2008 | Firenze-Pistoia 2008                                   |                             |
| 01 يناير 2009  | Course de Solidarność et des champions olympiques 2009 |                             |
| 01 أبريل 2010  | ثلاثة أيام من دي بان 2010                              |                             |
| 14 فبراير 2016 | لا مديترانين 2016                                      |                             |

## روابط خارجية
- أندري غريفكو على موقع الاتحاد الدولي للدراجات (الإنجليزية)
- أندري غريفكو على موقع أرشيف الدراجات (الإنجليزية)
- أندري غريفكو على موقع إحصائيات الدراجات الإحترافية (الإنجليزية)
- أندري غريفكو على موقع نسبة الدراجات (الإنجليزية)
- أندري غريفكو على موقع CycleBase (الإنجليزية)
- أندري غريفكو على موقع اللجنة الأولمبية الدولية (الإنجليزية)
- أندري غريفكو على موقع أوليمبيديا (الإنجليزية)
- أندري هريفكو  على موقع SportsReference  - سبورتس رفرنس